# Nationalpark Pico de Tancítaro

Karte des Nationalparks

Der bereits im Jahr 1940 eingerichtete Nationalpark Pico de Tancítaro befindet sich auf einer Fläche von gut 234 km² im Westen des mexikanischen Bundesstaats Michoacán. Im Jahr 2009 wurde der offizielle Status des Gebiets in Área de protección de flora y fauna Pico de Tancítaro geändert.

## Lage
Die Außengrenze des Nationalparks ist nur etwa 3 km (Luftlinie) von der Stadt Tancítaro bzw. ca. 20 km von der Stadt Uruapan entfernt; die Entfernung zum Berggipfel beträgt etwa 12 bzw. 25 km. Weitere 10 km nordöstlich erhebt sich der erst im Jahr 1943 entstandene und mittlerweile etwa 425 m hohe Vulkan Paricutín, dessen Gipfelhöhe bei etwa 2800 m ü. d. M. liegt.

## Beschreibung
Im Zentrum des Nationalparks erhebt sich der seit langem inaktive 3840 m hohe Vulkan des Pico de Tancítaro mit seinen Vorbergen.

## Flora und Fauna
Bis in ca. 3200 m Höhe ist der Berg bewaldet, wobei im unteren Teil Eichen vorherrschen, während in den höher gelegenen Regionen Nadelbäume dominieren. Charakteristische Bäume sind Pinus hartwegii, Abies religiosa, Pinus ayacahuite, Abies hickelii und andere; darüber befinden sich Buschwerk, Kleinblumen und Gräser. Vorwiegend Kleintiere und Vögel leben im Gebiet des Nationalparks.

## Aktivitäten
In den tiefer gelegenen Bereichen des Nationalparks sind Wanderungen möglich. Für eine Besteigung des Gipfels ist die Mitnahme eines ortskundigen Führers zu empfehlen.